# Sarah Akroun
 (janvier 2019).
Si vous disposez d'ouvrages ou d'articles de référence ou si vous connaissez des sites web de qualité traitant du thème abordé ici, merci de compléter l'article en donnant les références utiles à sa vérifiabilité et en les liant à la section « Notes et références ».
Sarah Akroun née le 5 février 1994 à Bejaïa (Algérie), est une joueuse algérienne de volley-ball. Elle a notamment remporté plusieurs championnats d'Algérie avec son club de l'ASW Béjaïa. 

## Club
Club actuel :  ASW Béjaïa